# Jens Fink-Jensen

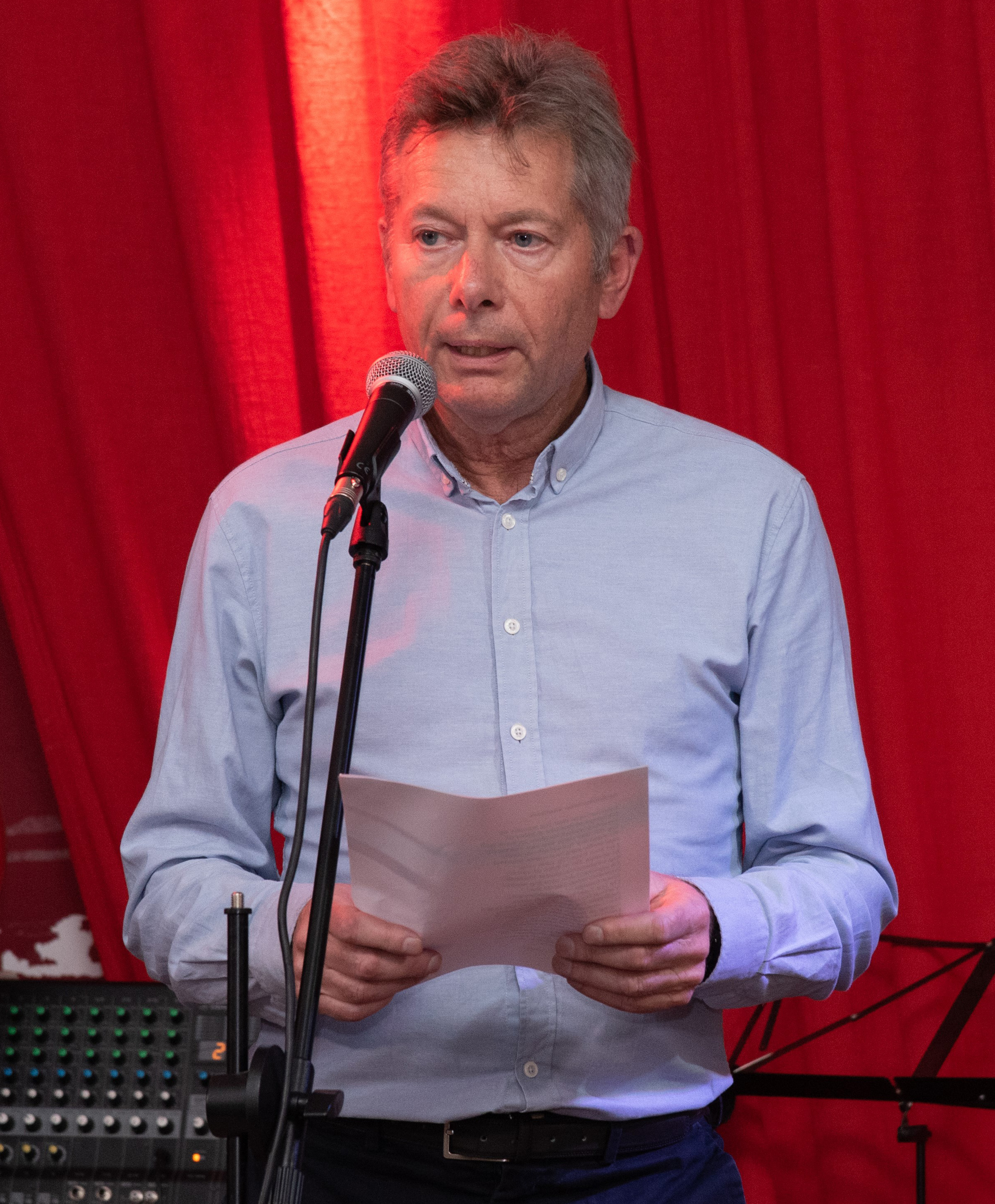
Jens Fink-Jensen. Ideogramma International Literature Festival in Nicosia, Cyprus, 27.11.2019.

Jens Fink-Jensen (n. 19 decembrie 1956, Copenhaga) este un scriitor, fotograf și compozitor danez.

## Biografie
A debutat ca scriitor de beletristică la 4 iunie 1975 cu nuvela Juni 1995 (Iunie 1995) în ziarul "Dagbladet Information" și ca poet liric în mai 1976 cu patru poezii în revista Hvedekorn nr 76/1. Sub formă de carte a debutat la 19 octombrie 1981 cu o colecție de poezii Verden i et øje (Lumea într-o privire). A debutat cu proză la 5 iunie 1986 cu colecția de nuvele Bæsterne (Bestiile) și în 1994 cu povesti pentru copii Jonas og konkylien (Jonas și cochilia).
Jens Fink-Jensen a devenit student la limbi moderne la colegiul Herlufsholm Kostskole în 1976 și apoi și-a satisfacut stagiul militar și a studiat în Garda Regală. A devenit arhitect (MAA, cand. arch.) după ce a studiat la Kunstakademiets Arkitektskole (Școala de Arhitectură din cadrul Academiei de Arte) în 1986 și designer multimedia la aceeași școală în 1997.
Ca membru al cercului de poeți din anii ’80, ce avea întâlniri cu redactorul revistei Hvedekorn, Poul Borum, Jens Fink-Jensen a organizat în 1980 manifestarea generației NÅ!!80 în Huset din Copenhaga.
Împreuna cu Fredrik Mellqvist la keyboard și Jens Severin la saxofon, Jens Fink-Jensen proiectează spectacole lirice multimedia după propriile povestiri în școli i festivaluri.

## Expozitii fotografice
A organizat expozitii fotografice: Vapoarele de Sud, Imagini din Beijing, și expoziția de poezie fotografică Cuvinte în fotografii și spectacolul sunetului Privire asupra lumii – despre materia prima a cărților.

## Publicații
- Verden i et øje (Lumea într-o privire), poezie, 1981
- Sorgrejser (Călăorii în suferință), poezie, 1982
- Dans under galgen (Dans sub ștreang), poezie, 1983
- Bæsterne (Bestiile), scurte povestiri, 1986
- Nær afstanden (Aproape de distanță), poezie, 1988 (Publicat în arabă în 1999)
- Jonas og konkylien (Jonas și cochilia), carte pentru copii, 1994 (Ilustrat de Mads Stage).
- Forvandlingshavet (Oceanul de schimbare), poezie, 1995
- Jonas og himmelteltet (Jonas și cortul până la cer), carte pentru copii, 1998 (Ilustrat de Mads Stage).
- Alt er en åbning (Totul este o deschidere), poezie, 2002
- Syd for mit hjerte. 100 udvalgte kærlighedsdigte, poezie, 2005

În 1999 a publicat colecția de poezii Nær afstanden, (Aproape de distanță) în limba araba în traducere Jamal Jumas (Editura Alwah, Madrid), ca și câteva din poeziile sale mai vechi publicate în ziarul Al-Quds Al-Arabi (Londra, 1996) și în revista Nizwa (Sultanatul Oman, 1999).